# خوان مانوئل بارینتوس
خوان مانوئل بارینتوس (انگلیسی: Juan Manuel Barrientos؛ زادهٔ ۴ مارس ۱۹۸۲) بازیکن فوتبال اهل آرژانتین است.
از باشگاه‌هایی که در آن بازی کرده‌است می‌توان به باشگاه فوتبال لوریان و باشگاه فوتبال راسینگ کلوب آویاندا اشاره کرد.